# キリンファーマ
キリンファーマ株式会社は、かつて存在した日本の医薬品メーカー。旧・麒麟麦酒（キリンビール）を組織変更したキリンホールディングスから医薬品事業を承継した事業子会社で、キリンホールディングスが買収した協和醗酵工業（現・協和キリン）の完全子会社であった。

## 会社概要・沿革
キリンビールは、事業多角化の一環として、1980年代に医薬品事業に進出。酒類事業と並ぶ主力産業に成長させた。
2007年7月、キリングループが持株会社制に移行した際、キリンビールは酒類に専念することとなり、医薬品事業は独立した会社として発足した。しかし、キリンビール時代から、医薬品事業の本部は、東京都中央区新川ではなく、渋谷区の通称原宿に置かれていた。
医薬工場はキリンビールから引き継いだが、営業拠点はキリンビールのブロック拠点とほぼ同居していた。
キリンホールディングスによる協和醱酵工業買収に伴い、2008年4月1日に株式交換によって協和醱酵工業の完全子会社となった。2008年10月1日、協和醱酵工業に吸収合併され、協和発酵キリン株式会社となった。